# Jusuf Dajić
Jusuf Dajić (ur. 21 sierpnia 1984 w Doboju) – bośniacki piłkarz, grający na pozycji napastnika.

## Kariera klubowa
Dajić w trakcie dotychczasowej kariery bardzo często zmieniał kluby. Profesjonalną karierę rozpoczął w klubie Zvijezda Gradačac, który wówczas występował w bośniackiej trzeciej lidze. Mając 19 lat wyjechał do Chorwacji. W sezonie 2003/04 był zawodnikiem trzecioligowej drużyny Slavonija Požega, przez kolejne półtora roku reprezentował zaś barwy drużyny grającej w ekstraklasie Kamen Ingrad Velika. Zimą 2006 roku przeniósł się na Węgry, podpisał umowę z Videoton FC i występował w tym zespole przez 2,5 roku. Latem 2008 roku zdecydował się na wyjazd do Korei Południowej. W zespole Jeonbuk Hyundai Motors wytrzymał jednak ledwie kilka miesięcy i już zimą 2009 roku wrócił do Europy, konkretnie do belgijskiego AFC Tubize. Gdy okazało się, że jego klub spadł z ekstraklasy, latem 2009 roku przeniósł się do chorwackiego HNK Šibenik. Rok później wrócił na kilka miesięcy do rodzinnego kraju, zaliczył 14 występów w barwach Slobody Tuzla, po czym zdecydował się na drugi wyjazd do Azji, tym razem do Chin. W drugoligowym Shanghai Dongya spędził raptem kilka miesięcy, by szybko powrócić do Europy. Trafił do węgierskiego zespołu Vasas SC, w którym spędził sezon 2011/12. Od lata 2012 roku jest zawodnikiem innej drużyny z tego kraju BFC Siófok.

## Kariera reprezentacyjna
W reprezentacji Bośni i Hercegowiny zadebiutował 1 czerwca 2008 roku w towarzyskim meczu przeciwko Azerbejdżanowi. Na boisku przebywał do 56 minuty.
| Mecze i gole w reprezentacji | Mecze i gole w reprezentacji | Mecze i gole w reprezentacji | Mecze i gole w reprezentacji | Mecze i gole w reprezentacji | Mecze i gole w reprezentacji | Mecze i gole w reprezentacji |
| #                            | Data                         | Stadion                      | Rywal                        | Wynik                        | Gol                          | Rozgrywki                    |
| 2008                         | 2008                         | 2008                         | 2008                         | 2008                         | 2008                         | 2008                         |
| ---------------------------- | ---------------------------- | ---------------------------- | ---------------------------- | ---------------------------- | ---------------------------- | ---------------------------- |
| 1.                           | 01.06.2008                   | Zenica, Bośnia i Hercegowina | Azerbejdżan                  | 1:0                          | 0                            | towarzyski                   |

## Sukcesy
Videoton
- Puchar Węgier: 2006
- Puchar Ligi Węgierskiej: 2008